# Jennipher Antoni
Jennipher Antoni (* 6. April 1976 in Ost-Berlin) ist eine deutsche Schauspielerin und Hörspielsprecherin.

## Biografie
Jennipher (Jenny) Antoni ist die Tochter von Malte Antoni (1944–1998) und der Schauspielerin Carmen-Maja Antoni (* 1945). Nach dem Abitur folgte das Studium der Japanologie und Russistik an der Humboldt-Universität zu Berlin. Nachdem sie Frank Beyer für eine erste Filmarbeit entdeckt hatte, bekam sie eine durchgehende Serienrolle bei der beliebten TV-Serie Unser Lehrer Dr. Specht. Sie studierte an der Hochschule für Film und Fernsehen „Konrad Wolff“ in Potsdam. Parallel arbeitet sie kontinuierlich für Film und Fernsehen u. a. mit Martin Benrath, Robert Atzorn, Thekla Carola Wied, Jenny Gröllmann und Jaecki Schwarz. Bis 2008 stand sie als Ensemblemitglied des Hans Otto Theaters Potsdam unter der Intendanz Uwe Eric Laufenbergs u. a. mit Katharina Thalbach, Dieter Mann, Winfried Glatzeder, Angelica Domröse, Desiree Nick in Hauptrollen auf der Bühne.
Seit 2008 arbeitet sie als freie Schauspielerin. Sie spricht Deutsch, Englisch, Italienisch, Russisch und Japanisch.

## Filmografie

### Kino
- 1992: Die Lügnerin
- 1999: Die Stille nach dem Schuss; Regie: Volker Schlöndorff
- 2003: Lichter; Regie: Hans-Christian Schmid

### Fernsehen
- 1992: Das große Fest; Regie: F. Beyer
- 1993–1995: Unser Lehrer Doktor Specht (durchgehend); Regie: W. Masten
- 1994: Frauenarzt Dr. Markus Merthin; Regie: W. Masten
- 1994: Die Stadtindianer; Regie: M. Knof
- 1994: Kanzlei Bürger; Regie: H. Carow
- 1995: Wolffs Revier; Regie: M. Mackenroth
- 1995: Nana; Regie: M. Alexandre
- 1995: Guten Morgen, Mallorca; Regie: J. Brauer
- 1995: Ärzte: Herberge für einen Frühling; Regie: B. Böhlich
- 1996: Ein Bernhardiner namens Möpschen; Regie: H. Unterberg
- 1996: Für alle Fälle Stefanie; Regie: R. Engel
- 1997: Freiwild 1/2; Regie: W. Dickmann / D. Klein
- 1998: Der Landarzt; Regie: K. Gendries
- 1998: Dr. Marlene; Regie: W. Masten
- 1998–1999: Anna Marx (durchgehend); Regie: F. Strecker u. a.
- 1998: Wolffs Revier; Regie: C. Wiegand
- 1998: Die Cleveren; Regie: C. Wiegand
- 1999: Medicopter 117; Regie: W. Dickmann
- 1999: Natascha; Regie: S. Zanke
- 2000: Auf eigene Gefahr
- 2002: Die Anstalt (durchgehend); Regie: O. Schmuckler u. a.
- 2004: Kanzleramt (durchgehend); Regie: J. Schäuffelein
- 2004: Abschnitt 40; Regie: R. Wellingerhof
- 2005: Siska; Regie: H. W. Tögel
- 2005: Großstadtrevier; Regie: M. Weiler
- 2005: Zehn Gebote; Regie: I. Popow u. a.
- 2006/2011: In aller Freundschaft (TV); Regie: P. Weckwerth
- 2006: Allein unter Bauern (durchgehend); Regie: U. Witte u. a.
- 2006: Die Rettungsflieger; Regie: W. Masten
- 2007: SOKO Leipzig; Regie: O. Schmuckler
- 2008: Bei uns und um die Ecke; Regie: B. Böhlich
- 2009: Notruf Hafenkante – Gefährliche Fotos; Regie: Oren Schmuckler
- 2010: Keiner geht verloren (TV)
- 2010: Familie Dr. Kleist - Der Zirkus; Regie: Richard Engel
- 2022: Krauses Weihnacht; Regie: Bernd Böhlich
- 2022: SOKO Wismar – Spiel des Lebens; Regie: Kerstin Krause

## Theater
Seit August 2008 ist Antoni freischaffend und Gast am Hans Otto Theater in Potsdam. Sie agierte zudem mit einer Performance in London beim theatre festival / political acts of resistance. Am Hans-Otto Theater war sie von 2004 bis 2008 in folgenden Stücken zu sehen:
- 1993: Biberpelz; Rolle: Adelheid; R.: T. Langhoff (Probenarbeit Deutsches Theater)
- 1995: Liebesbriefe an Hitler; R.: S. Suschke (Berliner Ensemble)
- 1995: Ich bin das Volk; Rolle: Inge; P. Zadek (Berliner Ensemble)
- 1998: Kirschgarten; Rolle: Anja; R.: V.Oelschlegel (Tourneetheater)
- 2004: Romeo und Julia; Rolle: Julia; szenische Lesung mit Staatsorchester Frankfurt
- 2004: Krieg und Frieden; Rolle: Lisa; R.: G. Jäkel
- 2004: Lina (UA); Rolle: Lotte; R.: U. Laufenberg
- 2004: Der eingebildete Kranke; Rolle: Louison; R.: P. Besson
- 2005: Aladin; Rolle: Prinzessin; R.: Y. Yolcu
- 2005: Herbertshof (UA); Rolle: Helga; R.: T. Sosinka
- 2005: Die Dreigroschenoper; Rolle: Polly; R.: T. Sosinka
- 2005: Haus und Garten; Rolle: Sally; R.: A. Altaras
- 2005: Himmelsleiter (UA); Rolle: Grete; R.: T. Sosinka
- 2005: Frau Jenny Treibel (UA); Rolle: Anna R.: U. Laufenberg
- 2006: Der Raub der Sabinerinnen; Rolle: Paula; R.: K. Thalbach
- 2006: Am Ziel; Rolle: Tochter; R.: G. Jäkel
- 2006: Katte (UA); Rolle: Wilhelmine; R.: U. Laufenberg
- 2006: David Salz (UA); Rolle: Junge Frau; R.: L. Rosh u. a.
- 2006: Veronika beschließt zu sterben (UA); Rolle: Zedka; R.: H. Hirzenberger
- 2007: Pünktchen und Anton; Rolle: Pünktchen; R.: J. Sihler
- 2007: Die Möwe; Rolle: Mascha; R.: U. Lauffenberg
- 2007: Putin hat Geburtstag (UA); Rolle: Frau aus Beslan; R.: P. L. Meyer
- 2007: Fuck (UA); Rolle: U. Meinhof; R.: S. Weber
- 2007: Leyla (UA); Rolle: Yasemin; R.: Y. Yolcu
- 2008: Der Zufriedene (UA); Rolle: Kirsten; R.: S. Wirnitzer

## Hörbücher / Hörspiele / CDs / Features
- 1995: Randow nach C. Hein (Deutschlandradio)
- 1995: Die Welt vor 50 Jahren / Feature (Deutschlandradio)
- 1996: Morgen sind wir in der Schweiz / Feature (BR)
- 1996: Maßnahmen gegen den Hund (ORB)
- 1997: Was nützt die Liebe in Gedanken (Deutschlandradio)
- 1997: Louise Jakobson – ein jüdisches Schicksal in FRK / Feature (SFB)
- 1998: Die rote Zora (CD Patmos)
- 1998: Ich will keine Lady sein (CD Patmos)
- 1998: Infoplankton / Feature (Deutschlandradio)
- 1998: Bless my soul von Lee Hall (SWR)
- 1998: Das Wüten der ganzen Welt von Marten Haart (Radio Bremen)
- 2001: Die Kinder aus der 67. Straße (CD Patmos)
- 2001: Die Vaginamonologe (CD Patmos)
- 2005: Stimmen aus der Wand (WDR)
- 2006: Frankenstein in Hiroshima / Feature (WDR)
- 2007: Nothing to know but coffee to go (Deutschlandradio)
- 2007: Die Playmos (CD)
- 2007: Willi will’s wissen (CD)
- 2007: Lümmel (CD)
- 2008: Die Pogrom-Nächte von Hassi Messaoud / Feature (RBB)
- 2008: Herr Ombuwesi lernt tanzen (Berliner Hörspiele)
- 2009: No und Ich; von Delphine de Vigan (Hörbuch Steinbach)
- 2009: Mockumenta 3 – Live vom Fake-Event des Jahres von Markus Metz und Georg Seeßlen / Feature (Deutschlandradio Kultur)
- 2009: Matthias Wittekindt: Die Frau im Netz (Eva) – Regie: Wolfgang Rindfleisch (Kriminalhörspiel – DLR)
- 2012: Holger Teschke: Eulenspiegel, der Seeräuber – Regie: Wolfgang Rindfleisch (Kinderhörspiel – DKultur)
- 2012: Franziska Walther: Am Ufer der Schönsten (Hörspiel – DKultur)

## Computerspiele
- 2010: Das Schwarze Auge – Drakensang: Am Fluss der Zeit; Rolle: Janah

## Synchrontätigkeiten
- 2005: Monk (Hermes Synchron)
- 2005: Kommissar Wallner
- 2005: Over there (Cinephon)
- 2005: Bibi und Toni (Kiddinx)
- 2005: Kommissar Wallner (Taunus)
- 2006: Gilmore Girls (Blackbird Music)
- 2006: CSI N.Y. (Interopa Film)
- 2006: Mastermind Svaga (Taunus)
- 2008: The Hottie and the Nottie;  DVD (VSI Synchron)

## Auszeichnungen / Nominierungen
Antoni erhielt mehrere Auszeichnungen, darunter:
- 1999: Nachwuchsnominierung vom Hessischen Rundfunk für den Film Natascha (Rolle: Ewa)
- 2002: Lilly Schizophrenia Awards 2002 für die Fernsehserie Die Anstalt
- 2007: Nominierung für den Friedrich-Luft-Preis am Hans Otto Theater Potsdam für die Inszenierung Fuck von S. Weber